# Thali(I) sulfide
Thali(I) sulfide là một hợp chất vô cơ có thành phần chính gồm hai nguyên tố tali và lưu huỳnh, với công thức hóa học được quy định là Tl2S. Hợp chất này được sử dụng trong một số cảm biến điện tử đầu tiên của T. Case, người đã phát triển ra thalofide (đôi khi được đánh vần, dùng với cái tên khác là thallofide), được ứng dụng trong các máy chiếu phim đời đầu.
Case mô tả chất liệu của cảm biến gồm thali, oxy và lưu huỳnh, nhưng sau đó đã bị mô tả sai bởi những người khác là bằng chất thạch anh oxysulfide, mà tình cờ cho đến lúc đó là một hợp chất chưa xác định. Công việc của Case sau đó được tiếp nối bởi R.J. Cashman, người nhận ra rằng quá trình oxy hóa được kiểm soát của phim Tl2S là chìa khóa dẫn đến hoạt động của tế bào.. Sự nghiệp của Cashman lên tới đỉnh điểm trong sự phát triển của các máy dò hồng ngoại dạng sóng dài được sử dụng trong Thế chiến II. Các máy dò Tl2S đáng tin cậy cũng được phát triển ở Đức trong cùng thời điểm.
Tl2S được tìm thấy trong tự nhiên dưới dạng khoáng sản carlinit.

## Điều chế
Thali(I) sulfide được điều chế bằng cách cho hydro sulfide hoặc amoni sulfide tác dụng với dung dịch muối thali(I).